# Ephedra distachya
La efedra (Ephedra distachya) es una especie de plantas de la familia de las efedráceas.

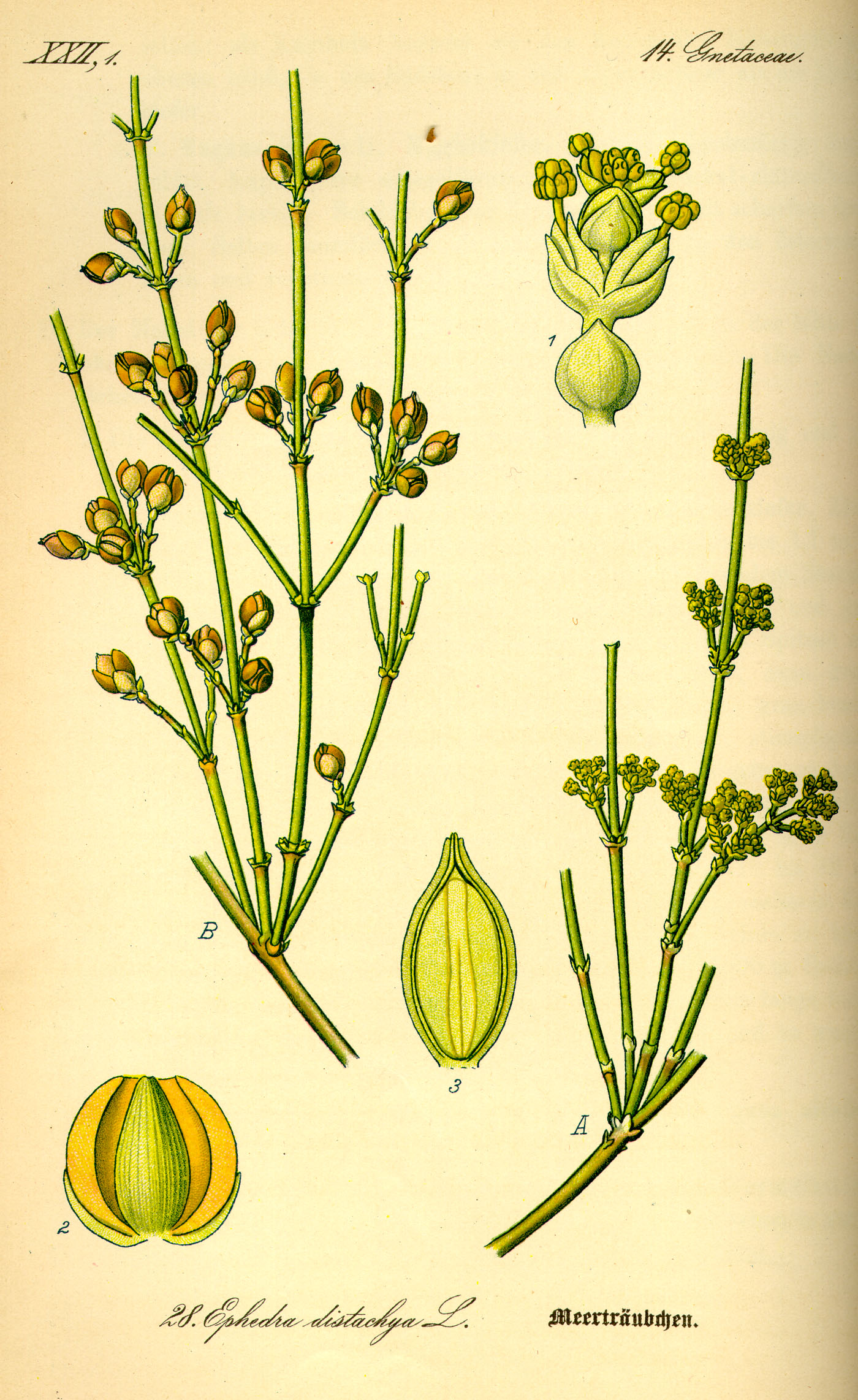
Ilustración

## Descripción
Es un arbusto de 0,5 a 1m de altura con hojas pequeñas y escamosas. Es una planta perteneciente a la división Gnetophyta del clado de las gimnospermas. El "fruto" es un aquenio con brácteas carnosas y una sola semilla. Técnicamente no hay frutos debido a que no hay carpelos que formen ovarios (gimnospermas). Son generalmente dioicas y producen conos de un tamaño relativo.

## Distribución y hábitat
Se distribuye en zonas secas, principalmente en las subtropicales y crece en terrenos arenosos, en el sur de Europa y oeste y centro de Asia, desde Portugal hasta Afganistán.

## Toxicidad
Las partes aéreas de algunas especies del género Ephedra pueden contener alcaloides, tales como la efedrina y la pseudoefedrina, cuya ingestión puede suponer un riesgo para la salud.
El consumo de efedra puede provocar convulsiones, accidente cerebrovascular, ataque al corazón y la muerte. Los riesgos de efectos adversos aumentan con la dosis, si se utiliza coincidiendo con actividades físicas intensas o en combinación con otros estimulantes, incluida la cafeína. Puede causar interacciones con otros fármacos. Está contraindicada en menores de 18 años, mujeres embarazadas y durante la lactancia.
Las evidencias de los riesgos potenciales del consumo de efedra han ido en aumento durante años. Un caso famoso, que sensibilizó a la opinión pública, fue el del jugador profesional de béisbol Steve Bechler, de 23 años, que en 2003 falleció durante un entrenamiento, horas después de haber ingerido un suplemento que contenía altas dosis de efedra. El informe toxicológico concluyó que la efedra "jugó un papel significativo" en su muerte.
En 2004, la Agencia de Drogas y Alimentos de Estados Unidos (FDA o USFDA, por sus siglas en inglés), prohibió la venta de suplementos dietéticos que contengan alcaloides de la efedra. Otros países se han sumado a esta prohibición, tales como los Países Bajos y Argentina.

## Usos
El extracto de efedra se utiliza en la medicina alternativa para tratar el asma y otras enfermedades respiratorias. En los Estados Unidos se vendió como adelgazante y para mejorar el rendimiento deportivo. Datos estadístico de 1999 señalaban que la efedra era usada por unos 12 millones de personas.
Un reciente metaanálisis de ensayos controlados concluyó que los efectos sobre la pérdida peso a corto plazo son modestos, y desconocidos a largo plazo. Por otro lado, no se pudo precisar la influencia sobre el rendimiento atlético, debido a la insuficiencia de evidencias.
Debido a sus efectos adversos, no es aconsejable utilizar la planta de efedra de forma casera.

## Taxonomía
Ephedra distachya fue descrita por  Carlos Linneo y publicado en Species Plantarum 2: 1040. 1753.
Etimología
Ephedra: nombre genérico que proviene del griego antiguo: éphedra = "asentada sobre" // según Dioscórides, sinónimo de hippuris = equiseto // en Plinio el Viejo, una planta trepadora afila.
distachya: epíteto latíno que significa "con dos espigas".
Sinónimos
- Chaetocladus distachys (L.) J.Nelson[8]

## Nombres comunes
- Castellano: agraz marino, belcho, cañadillo, ceñudo, efedra, granos de helecho, piorno, trompera, uva de mar, uva marina, uvas de mar, yerba de las coyunturas.[9]